# 1998-as labdarúgó-világbajnokság (keretek)
Ez a szócikk tartalmazza az 1998-as labdarúgó-világbajnokságon részt vevő csapatok által nevezett játékosok listáját. Minden csapat 22 játékost nevezhetett a tornára és összesen 704 labdarúgó vett részt az eseményen.
A játékosok életkora 1998. június 10-ére, a világbajnokság nyitónapjára értendő.

## A. csoport

### Brazília
Szövetségi kapitány: Mário Zagallo
| Szám | Poszt | Név            | Születési dátum (Kor)            | Vál. | Klub             |
| ---- | ----- | -------------- | -------------------------------- | ---- | ---------------- |
| 1    | K     | Taffarel       | 1966. május 8. (32 évesen)       |      | Atlético Mineiro |
| 2    | V     | Cafu           | 1970. június 7. (28 évesen)      |      | Roma             |
| 3    | V     | Aldair         | 1965. november 30. (32 évesen)   |      | Roma             |
| 4    | V     | Júnior Baiano  | 1970. március 14. (28 évesen)    |      | Flamengo         |
| 5    | KP    | César Sampaio  | 1968. március 31. (30 évesen)    |      | Jokohama Flügels |
| 6    | V     | Roberto Carlos | 1973. április 10. (25 évesen)    |      | Real Madrid      |
| 7    | KP    | Giovanni       | 1972. február 4. (26 évesen)     |      | Barcelona        |
| 8    | KP    | Dunga          | 1963. október 31. (34 évesen)    |      | Júbilo Ivata     |
| 9    | CS    | Ronaldo        | 1976. szeptember 22. (21 évesen) |      | Internazionale   |
| 10   | KP    | Rivaldo        | 1972. április 19. (26 évesen)    |      | Barcelona        |
| 11   | KP    | Emerson        | 1976. április 4. (22 évesen)     |      | Bayer Leverkusen |
| 12   | K     | Carlos Germano | 1970. augusztus 14. (27 évesen)  |      | Vasco da Gama    |
| 13   | V     | Zé Carlos      | 1968. november 14. (29 évesen)   |      | São Paulo        |
| 14   | V     | Gonçalves      | 1966. február 22. (32 évesen)    |      | Botafogo         |
| 15   | V     | André Cruz     | 1968. szeptember 20. (29 évesen) |      | Milan            |
| 16   | KP    | Zé Roberto     | 1974. július 6. (23 évesen)      |      | Flamengo         |
| 17   | KP    | Doriva         | 1972. május 28. (26 évesen)      |      | Porto            |
| 18   | KP    | Leonardo       | 1969. szeptember 5. (28 évesen)  |      | Milan            |
| 19   | KP    | Denílson       | 1977. augusztus 24. (20 évesen)  |      | São Paulo        |
| 20   | CS    | Bebeto         | 1964. február 16. (34 évesen)    |      | Botafogo         |
| 21   | CS    | Edmundo        | 1971. április 2. (27 évesen)     |      | Fiorentina       |
| 22   | K     | Dida           | 1973. október 7. (24 évesen)     |      | Cruzeiro         |

### Marokkó
Szövetségi kapitány:  Henri Michel
| Szám | Poszt | Név                   | Születési dátum (Kor)            | Vál. | Klub                |
| ---- | ----- | --------------------- | -------------------------------- | ---- | ------------------- |
| 1    | K     | Abd el-Káder el-Brázi | 1964. november 5. (33 évesen)    | 37   | FAR Rabat           |
| 2    | V     | Abdeliláh Száber      | 1974. április 21. (24 évesen)    | 25   | Sporting CP         |
| 3    | V     | Abdelkrim el-Hadríúí  | 1972. március 6. (26 évesen)     | 59   | Benfica             |
| 4    | V     | Júszef Rúszí          | 1973. június 28. (24 évesen)     | 20   | Rennes              |
| 5    | V     | Szmahí Tríkí          | 1967. augusztus 1. (30 évesen)   | 16   | Lausanne            |
| 6    | V     | Núr ed-Dín Najbet     | 1970. február 10. (28 évesen)    | 91   | Deportivo La Coruña |
| 7    | KP    | Musztafí Hadzsí       | 1971. november 16. (26 évesen)   | 42   | Deportivo La Coruña |
| 8    | KP    | Szaíd Síba            | 1970. szeptember 18. (27 évesen) | 23   | Compostela          |
| 9    | CS    | Abdeljalil Hadda      | 1972. március 21. (26 évesen)    | 11   | Club Africain       |
| 10   | CS    | Abderahím Úkílí       | 1970. december 11. (27 évesen)   | 8    | 1860 München        |
| 11   | KP    | Alí el-Hattábí        | 1977. január 17. (21 évesen)     | 6    | Heerenveen          |
| 12   | K     | Drísz Benzekrí        | 1970. december 31. (27 évesen)   | 6    | RS Settat           |
| 13   | V     | Rásid Nekrúz          | 1972. április 10. (26 évesen)    | 13   | Bari                |
| 14   | CS    | Szaláháddín Baszír    | 1972. szeptember 5. (25 évesen)  | 26   | Deportivo La Coruña |
| 15   | V     | Lahszen Abrámí        | 1969. december 31. (28 évesen)   | 41   | Vidad Casablanca    |
| 16   | KP    | Rasíd Azúzí           | 1971. január 10. (27 évesen)     | 35   | Greuther Fürth      |
| 17   | KP    | Gharib Amzine         | 1973. május 3. (25 évesen)       | 2    | Mulhouse            |
| 18   | KP    | Júszef Síbú           | 1973. május 10. (25 évesen)      | 20   | Porto               |
| 19   | V     | Zsamál Szelámí        | 1970. október 6. (27 évesen)     | 0    | Raja Casablanca     |
| 20   | V     | Táhar el-Halezs       | 1968. június 16. (29 évesen)     | 54   | Benfica             |
| 21   | CS    | Rasíd Rúkí            | 1974. november 8. (23 évesen)    | 2    | SCCM Mohammédia     |
| 22   | K     | Musztafa Sádilí       | 1973. február 14. (25 évesen)    | 0    | Raja Casablanca     |

### Norvégia
Szövetségi kapitány: Egil Olsen
| Szám | Poszt | Név                 | Születési dátum (Kor)           | Vál. | Klub              |
| ---- | ----- | ------------------- | ------------------------------- | ---- | ----------------- |
| 1    | K     | Frode Grodås        | 1964. október 24. (33 évesen)   | 39   | Tottenham Hotspur |
| 2    | V     | Gunnar Halle        | 1965. augusztus 11. (32 évesen) | 60   | Leeds United      |
| 3    | V     | Ronny Johnsen       | 1969. június 10. (29 évesen)    | 33   | Manchester United |
| 4    | V     | Henning Berg        | 1969. szeptember 1. (28 évesen) | 52   | Manchester United |
| 5    | V     | Stig Inge Bjørnebye | 1969. december 11. (28 évesen)  | 62   | Liverpool         |
| 6    | KP    | Ståle Solbakken     | 1968. február 27. (30 évesen)   | 34   | AaB               |
| 7    | KP    | Erik Mykland        | 1971. július 21. (26 évesen)    | 54   | Panathinaikos     |
| 8    | KP    | Øyvind Leonhardsen  | 1970. augusztus 17. (27 évesen) | 55   | Liverpool         |
| 9    | CS    | Tore André Flo      | 1973. június 15. (24 évesen)    | 25   | Chelsea           |
| 10   | KP    | Kjetil Rekdal       | 1968. november 6. (29 évesen)   | 66   | Hertha Berlin     |
| 11   | KP    | Mini Jakobsen       | 1965. november 8. (32 évesen)   | 64   | Rosenborg         |
| 12   | K     | Thomas Myhre        | 1973. október 16. (24 évesen)   | 1    | Everton           |
| 13   | K     | Espen Baardsen      | 1977. december 7. (20 évesen)   | 1    | Tottenham Hotspur |
| 14   | V     | Vegard Heggem       | 1975. július 13. (22 évesen)    | 1    | Rosenborg         |
| 15   | V     | Dan Eggen           | 1970. január 13. (28 évesen)    | 13   | Celta Vigo        |
| 16   | KP    | Jostein Flo         | 1964. október 3. (33 évesen)    | 44   | Strømsgodset      |
| 17   | KP    | Håvard Flo          | 1970. április 4. (28 évesen)    | 9    | Werder Bremen     |
| 18   | CS    | Egil Østenstad      | 1972. január 2. (26 évesen)     | 13   | Southampton       |
| 19   | V     | Erik Hoftun         | 1969. március 3. (29 évesen)    | 1    | Rosenborg         |
| 20   | CS    | Ole Gunnar Solskjær | 1973. február 26. (25 évesen)   | 13   | Manchester United |
| 21   | KP    | Vidar Riseth        | 1972. április 21. (26 évesen)   | 4    | LASK Linz         |
| 22   | KP    | Roar Strand         | 1970. február 2. (28 évesen)    | 5    | Rosenborg         |

### Skócia
Szövetségi kapitány: Craig Brown
| Szám | Poszt | Név              | Születési dátum (Kor)            | Vál. | Klub              |
| ---- | ----- | ---------------- | -------------------------------- | ---- | ----------------- |
| 1    | K     | Jim Leighton     | 1958. július 24. (39 évesen)     | 86   | Aberdeen          |
| 2    | KP    | Jackie McNamara  | 1973. október 24. (24 évesen)    | 6    | Celtic            |
| 3    | V     | Tom Boyd         | 1965. november 24. (32 évesen)   | 55   | Celtic            |
| 4    | V     | Colin Calderwood | 1965. január 20. (33 évesen)     | 28   | Tottenham Hotspur |
| 5    | V     | Colin Hendry     | 1965. december 7. (32 évesen)    | 32   | Blackburn Rovers  |
| 6    | V     | Tosh McKinlay    | 1964. december 3. (33 évesen)    | 19   | Celtic            |
| 7    | CS    | Kevin Gallacher  | 1966. november 23. (31 évesen)   | 36   | Blackburn Rovers  |
| 8    | KP    | Craig Burley     | 1971. szeptember 24. (26 évesen) | 25   | Celtic            |
| 9    | CS    | Gordon Durie     | 1965. december 6. (32 évesen)    | 40   | Rangers           |
| 10   | KP    | Darren Jackson   | 1966. július 25. (31 évesen)     | 24   | Celtic            |
| 11   | KP    | John Collins     | 1968. január 31. (30 évesen)     | 49   | Monaco            |
| 12   | K     | Neil Sullivan    | 1970. február 24. (28 évesen)    | 3    | Wimbledon         |
| 13   | CS    | Simon Donnelly   | 1974. december 1. (23 évesen)    | 8    | Celtic            |
| 14   | KP    | Paul Lambert     | 1969. augusztus 7. (28 évesen)   | 12   | Celtic            |
| 15   | KP    | Scot Gemmill     | 1971. január 2. (27 évesen)      | 13   | Nottingham Forest |
| 16   | V     | David Weir       | 1970. május 10. (28 évesen)      | 5    | Hearts            |
| 17   | KP    | Billy McKinlay   | 1969. április 22. (29 évesen)    | 25   | Blackburn Rovers  |
| 18   | V     | Matt Elliott     | 1969. november 1. (28 évesen)    | 3    | Leicester City    |
| 19   | V     | Derek Whyte      | 1968. augusztus 31. (29 évesen)  | 11   | Aberdeen          |
| 20   | CS    | Scott Booth      | 1971. december 16. (26 évesen)   | 16   | Utrecht           |
| 21   | K     | Jonathan Gould   | 1968. július 18. (29 évesen)     | 0    | Celtic            |
| 22   | V     | Christian Dailly | 1973. október 23. (24 évesen)    | 10   | Derby County      |

## B. csoport

### Ausztria
Szövetségi kapitány: Herbert Prohaska
| Szám | Poszt | Név                  | Születési dátum (Kor)            | Vál. | Klub              |
| ---- | ----- | -------------------- | -------------------------------- | ---- | ----------------- |
| 1    | K     | Michael Konsel       | 1962. március 6. (36 évesen)     |      | Roma              |
| 2    | KP    | Markus Schopp        | 1974. február 22. (24 évesen)    |      | Sturm Graz        |
| 3    | V     | Peter Schöttel       | 1967. március 26. (31 évesen)    |      | Rapid Wien        |
| 4    | V     | Anton Pfeffer        | 1965. augusztus 17. (32 évesen)  |      | Austria Wien      |
| 5    | V     | Wolfgang Feiersinger | 1965. január 30. (33 évesen)     |      | Borussia Dortmund |
| 6    | V     | Walter Kogler        | 1967. december 12. (30 évesen)   |      | Cannes            |
| 7    | CS    | Mario Haas           | 1974. szeptember 16. (23 évesen) |      | Sturm Graz        |
| 8    | KP    | Heimo Pfeifenberger  | 1966. december 29. (31 évesen)   |      | Werder Bremen     |
| 9    | CS    | Ivica Vastić         | 1969. szeptember 29. (28 évesen) |      | Sturm Graz        |
| 10   | KP    | Andreas Herzog       | 1968. szeptember 10. (29 évesen) |      | Werder Bremen     |
| 11   | KP    | Martin Amerhauser    | 1974. július 23. (23 évesen)     |      | Austria Salzburg  |
| 12   | V     | Martin Hiden         | 1973. március 11. (25 évesen)    |      | Leeds United      |
| 13   | KP    | Harald Cerny         | 1973. szeptember 13. (24 évesen) |      | 1860 München      |
| 14   | CS    | Hannes Reinmayr      | 1969. augusztus 23. (28 évesen)  |      | Sturm Graz        |
| 15   | KP    | Arnold Wetl          | 1970. február 2. (28 évesen)     |      | Rapid Wien        |
| 16   | K     | Franz Wohlfahrt      | 1964. július 1. (33 évesen)      |      | Stuttgart         |
| 17   | KP    | Roman Mählich        | 1971. szeptember 17. (26 évesen) |      | Sturm Graz        |
| 18   | KP    | Peter Stöger         | 1966. április 11. (32 évesen)    |      | LASK Linz         |
| 19   | CS    | Toni Polster         | 1964. március 10. (34 évesen)    |      | Köln              |
| 20   | KP    | Andreas Heraf        | 1967. szeptember 10. (30 évesen) |      | Rapid Wien        |
| 21   | K     | Wolfgang Knaller     | 1961. október 9. (36 évesen)     |      | Austria Wien      |
| 22   | KP    | Dietmar Kühbauer     | 1971. április 4. (27 évesen)     |      | Real Sociedad     |

### Kamerun
Szövetségi kapitány:  Claude Le Roy
| Szám | Poszt | Név                  | Születési dátum (Kor)            | Vál. | Klub                   |
| ---- | ----- | -------------------- | -------------------------------- | ---- | ---------------------- |
| 1    | K     | Jacques Songo’o      | 1964. március 17. (34 évesen)    |      | Deportivo La Coruña    |
| 2    | KP    | Joseph Elanga        | 1979. május 2. (19 évesen)       |      | Tonnerre Yaoundé       |
| 3    | V     | Pierre Womé          | 1979. március 26. (19 évesen)    |      | Lucchese               |
| 4    | V     | Rigobert Song        | 1976. július 1. (21 évesen)      |      | Metz                   |
| 5    | V     | Raymond Kalla        | 1975. április 22. (23 évesen)    |      | Panahaiki              |
| 6    | V     | Pierre Njanka        | 1975. március 15. (23 évesen)    |      | Olympic Mvolyé         |
| 7    | CS    | François Omam-Biyik  | 1966. május 21. (32 évesen)      |      | Sampdoria              |
| 8    | KP    | Didier Angibeaud     | 1974. október 8. (23 évesen)     |      | Nice                   |
| 9    | CS    | Alphonse Tchami      | 1971. február 14. (27 évesen)    |      | Hertha Berlin          |
| 10   | CS    | Patrick M’Boma       | 1970. november 15. (27 évesen)   |      | Gamba Oszaka           |
| 11   | CS    | Samuel Eto’o         | 1981. március 10. (17 évesen)    |      | Leganés                |
| 12   | V     | Lauren Etame Mayer   | 1977. január 19. (21 évesen)     |      | Levante                |
| 13   | V     | Patrice Abanda       | 1978. augusztus 3. (19 évesen)   |      | Tonnerre Yaoundé       |
| 14   | KP    | Augustine Simo       | 1978. szeptember 18. (19 évesen) |      | Saint-Étienne          |
| 15   | KP    | Joseph Ndo           | 1976. április 28. (22 évesen)    |      | Cottonsport Garoua     |
| 16   | K     | Bassey William Andem | 1968. június 14. (29 évesen)     |      | Boavista               |
| 17   | V     | Michel Pensée        | 1973. június 16. (24 évesen)     |      | Szongnam Ilhva Cshonma |
| 18   | CS    | Samuel Ipoua         | 1973. március 1. (25 évesen)     |      | Rapid Wien             |
| 19   | KP    | Marcel Mahouvé       | 1973. január 16. (25 évesen)     |      | Montpellier            |
| 20   | KP    | Salomon Olembé       | 1980. december 8. (17 évesen)    |      | Nantes                 |
| 21   | CS    | Joseph-Désiré Job    | 1977. december 1. (20 évesen)    |      | Lyon                   |
| 22   | K     | Alioum Boukar        | 1972. január 3. (26 évesen)      |      | Samsunspor             |

### Chile
Szövetségi kapitány:  Nelson Acosta
| Szám | Poszt | Név                | Születési dátum (Kor)            | Vál. | Klub                 |
| ---- | ----- | ------------------ | -------------------------------- | ---- | -------------------- |
| 1    | K     | Nelson Tapia       | 1966. június 22. (31 évesen)     | 34   | Universidad Católica |
| 2    | V     | Cristián Castañeda | 1968. szeptember 18. (29 évesen) | 24   | Universidad de Chile |
| 3    | V     | Ronald Fuentes     | 1969. június 22. (28 évesen)     | 41   | Universidad de Chile |
| 4    | V     | Francisco Rojas    | 1974. július 22. (23 évesen)     | 12   | Colo-Colo            |
| 5    | V     | Javier Margas      | 1969. május 10. (29 évesen)      | 52   | Universidad Católica |
| 6    | V     | Pedro Reyes        | 1972. november 13. (25 évesen)   | 24   | Colo-Colo            |
| 7    | KP    | Nelson Parraguez   | 1971. április 5. (27 évesen)     | 37   | Universidad Católica |
| 8    | KP    | Clarence Acuña     | 1975. február 8. (23 évesen)     | 28   | Universidad de Chile |
| 9    | CS    | Iván Zamorano      | 1967. január 18. (31 évesen)     | 42   | Internazionale       |
| 10   | KP    | José Luis Sierra   | 1968. december 5. (29 évesen)    | 31   | Colo-Colo            |
| 11   | CS    | Marcelo Salas      | 1974. december 24. (23 évesen)   | 39   | River Plate          |
| 12   | K     | Marcelo Ramírez    | 1965. május 29. (33 évesen)      | 19   | Colo-Colo            |
| 13   | CS    | Manuel Neira       | 1977. október 12. (20 évesen)    | 5    | Colo-Colo            |
| 14   | V     | Miguel Ramírez     | 1970. június 11. (27 évesen)     | 38   | Universidad Católica |
| 15   | V     | Moisés Villarroel  | 1976. február 12. (22 évesen)    | 10   | Santiago Wanderers   |
| 16   | V     | Mauricio Aros      | 1976. március 9. (22 évesen)     | 4    | Universidad de Chile |
| 17   | KP    | Marcelo Vega       | 1971. augusztus 12. (26 évesen)  | 29   | MetroStars           |
| 18   | KP    | Luis Musrri        | 1968. december 24. (29 évesen)   | 27   | Universidad de Chile |
| 19   | KP    | Fernando Cornejo   | 1969. január 28. (29 évesen)     | 27   | Cobreloa             |
| 20   | KP    | Fabián Estay       | 1968. október 5. (29 évesen)     | 48   | Toluca               |
| 21   | CS    | Rodrigo Barrera    | 1970. március 30. (28 évesen)    | 22   | Universidad de Chile |
| 22   | K     | Carlos Tejas       | 1974. október 4. (23 évesen)     | 0    | Coquimbo Unido       |

### Olaszország
Szövetségi kapitány: Cesare Maldini
| Szám | Poszt | Név                   | Születési dátum (Kor)            | Vál. | Klub               |
| ---- | ----- | --------------------- | -------------------------------- | ---- | ------------------ |
| 1    | K     | Francesco Toldo       | 1971. december 2. (26 évesen)    | 6    | Fiorentina         |
| 2    | V     | Giuseppe Bergomi      | 1963. december 22. (34 évesen)   | 78   | Internazionale     |
| 3    | V     | Paolo Maldini         | 1968. június 26. (29 évesen)     | 88   | Milan              |
| 4    | V     | Fabio Cannavaro       | 1973. szeptember 13. (24 évesen) | 14   | Parma              |
| 5    | V     | Alessandro Costacurta | 1966. április 24. (32 évesen)    | 54   | Milan              |
| 6    | V     | Alessandro Nesta      | 1976. március 19. (22 évesen)    | 12   | Lazio              |
| 7    | V     | Gianluca Pessotto     | 1970. augusztus 11. (27 évesen)  | 4    | Juventus           |
| 8    | V     | Moreno Torricelli     | 1970. január 23. (28 évesen)     | 6    | Juventus           |
| 9    | KP    | Demetrio Albertini    | 1971. augusztus 23. (26 évesen)  | 57   | Milan              |
| 10   | CS    | Alessandro Del Piero  | 1974. november 9. (23 évesen)    | 19   | Juventus           |
| 11   | KP    | Dino Baggio           | 1971. július 24. (26 évesen)     | 46   | Parma              |
| 12   | K     | Gianluca Pagliuca     | 1966. december 18. (31 évesen)   | 34   | Internazionale     |
| 13   | KP    | Sandro Cois           | 1972. június 9. (26 évesen)      | 1    | Fiorentina         |
| 14   | KP    | Luigi Di Biagio       | 1971. június 3. (27 évesen)      | 13   | Roma               |
| 15   | KP    | Angelo di Livio       | 1966. július 26. (31 évesen)     | 21   | Juventus           |
| 16   | KP    | Roberto Di Matteo     | 1970. május 29. (28 évesen)      | 32   | Chelsea            |
| 17   | KP    | Francesco Moriero     | 1969. március 31. (29 évesen)    | 3    | Internazionale     |
| 18   | CS    | Roberto Baggio        | 1967. február 18. (31 évesen)    | 48   | Bologna            |
| 19   | CS    | Filippo Inzaghi       | 1973. augusztus 9. (24 évesen)   | 4    | Juventus           |
| 20   | CS    | Enrico Chiesa         | 1970. december 29. (27 évesen)   | 6    | Parma              |
| 21   | CS    | Christian Vieri       | 1973. július 12. (24 évesen)     | 8    | Atlético de Madrid |
| 22   | K     | Gianluigi Buffon      | 1978. január 28. (20 évesen)     | 2    | Parma              |

## C. csoport

### Dánia
Szövetségi kapitány:  Bo Johansson
| Szám | Poszt | Név                | Születési dátum (Kor)           | Vál. | Klub              |
| ---- | ----- | ------------------ | ------------------------------- | ---- | ----------------- |
| 1    | K     | Peter Schmeichel   | 1963. november 18. (34 évesen)  |      | Manchester United |
| 2    | V     | Michael Schjønberg | 1967. január 19. (31 évesen)    |      | Kaiserslautern    |
| 3    | V     | Marc Rieper        | 1968. június 5. (30 évesen)     |      | Celtic            |
| 4    | V     | Jes Høgh           | 1966. május 7. (32 évesen)      |      | Fenerbahçe        |
| 5    | V     | Jan Heintze        | 1963. augusztus 17. (34 évesen) |      | Bayer Leverkusen  |
| 6    | V     | Thomas Helveg      | 1971. június 24. (26 évesen)    |      | Udinese           |
| 7    | KP    | Allan Nielsen      | 1971. március 13. (27 évesen)   |      | Tottenham Hotspur |
| 8    | KP    | Per Frandsen       | 1970. február 6. (28 évesen)    |      | Bolton Wanderers  |
| 9    | CS    | Miklos Molnar      | 1970. április 10. (28 évesen)   |      | Sevilla           |
| 10   | KP    | Michael Laudrup    | 1964. június 15. (33 évesen)    |      | Ajax              |
| 11   | CS    | Brian Laudrup      | 1969. február 22. (29 évesen)   |      | Rangers           |
| 12   | V     | Søren Colding      | 1972. szeptember 2. (25 évesen) |      | Brøndby           |
| 13   | V     | Jacob Laursen      | 1971. október 6. (26 évesen)    |      | Derby County      |
| 14   | KP    | Morten Wieghorst   | 1971. február 25. (27 évesen)   |      | Celtic            |
| 15   | KP    | Stig Tøfting       | 1969. augusztus 14. (28 évesen) |      | Duisburg          |
| 16   | K     | Mogens Krogh       | 1963. október 31. (34 évesen)   |      | Brøndby           |
| 17   | KP    | Bjarne Goldbæk     | 1968. október 6. (29 évesen)    |      | Copenhagen        |
| 18   | CS    | Peter Møller       | 1972. március 23. (26 évesen)   |      | PSV               |
| 19   | CS    | Ebbe Sand          | 1972. július 19. (25 évesen)    |      | Brøndby           |
| 20   | V     | René Henriksen     | 1969. augusztus 27. (28 évesen) |      | Akademisk         |
| 21   | KP    | Martin Jørgensen   | 1975. október 6. (22 évesen)    |      | Udinese           |
| 22   | K     | Peter Kjær         | 1965. november 5. (32 évesen)   |      | Silkeborg         |

### Franciaország
Szövetségi kapitány: Aimé Jacquet
| Szám | Poszt | Név                | Születési dátum (Kor)            | Vál. | Klub                |
| ---- | ----- | ------------------ | -------------------------------- | ---- | ------------------- |
| 1    | K     | Bernard Lama       | 1963. április 7. (35 évesen)     | 37   | Paris Saint-Germain |
| 2    | V     | Vincent Candela    | 1973. október 24. (24 évesen)    | 10   | Roma                |
| 3    | V     | Bixente Lizarazu   | 1969. december 9. (28 évesen)    | 32   | Bayern München      |
| 4    | KP    | Patrick Vieira     | 1976. június 23. (21 évesen)     | 7    | Arsenal             |
| 5    | V     | Laurent Blanc      | 1965. november 19. (32 évesen)   | 68   | Marseille           |
| 6    | CS    | Youri Djorkaeff    | 1968. március 9. (30 évesen)     | 37   | Internazionale      |
| 7    | KP    | Didier Deschamps   | 1968. október 15. (29 évesen)    | 69   | Juventus            |
| 8    | V     | Marcel Desailly    | 1968. szeptember 7. (29 évesen)  | 41   | Milan               |
| 9    | CS    | Stéphane Guivarc’h | 1970. szeptember 6. (27 évesen)  | 6    | Auxerre             |
| 10   | KP    | Zinédine Zidane    | 1972. június 23. (25 évesen)     | 33   | Juventus            |
| 11   | KP    | Robert Pirès       | 1973. október 29. (24 évesen)    | 13   | Metz                |
| 12   | CS    | Thierry Henry      | 1977. augusztus 17. (20 évesen)  | 3    | Monaco              |
| 13   | KP    | Bernard Diomède    | 1974. január 23. (24 évesen)     | 6    | Auxerre             |
| 14   | KP    | Alain Boghossian   | 1970. október 27. (27 évesen)    | 6    | Sampdoria           |
| 15   | V     | Lilian Thuram      | 1972. január 1. (26 évesen)      | 32   | Parma               |
| 16   | K     | Fabien Barthez     | 1971. június 28. (26 évesen)     | 12   | Monaco              |
| 17   | KP    | Emmanuel Petit     | 1970. szeptember 22. (27 évesen) | 17   | Arsenal             |
| 18   | V     | Frank Lebœuf       | 1968. január 22. (30 évesen)     | 13   | Chelsea             |
| 19   | KP    | Christian Karembeu | 1970. december 3. (27 évesen)    | 31   | Real Madrid         |
| 20   | CS    | David Trezeguet    | 1977. október 15. (20 évesen)    | 4    | Monaco              |
| 21   | CS    | Christophe Dugarry | 1972. március 24. (26 évesen)    | 23   | Marseille           |
| 22   | K     | Lionel Charbonnier | 1966. október 25. (31 évesen)    | 1    | Auxerre             |

### Szaúd-Arábia
Szövetségi kapitány:  Carlos Alberto Parreira (két mérkőzés után elbocsátva, helyét Mohammed al-Harásí foglalta el az utolsó mérkőzésre)
| Szám | Poszt | Név                   | Születési dátum (Kor)            | Vál. | Klub        |
| ---- | ----- | --------------------- | -------------------------------- | ---- | ----------- |
| 1    | K     | Mohammed ad-Daía      | 1972. augusztus 2. (25 évesen)   | 94   | et-Tájí     |
| 2    | V     | Mohammed al-Jahaní    | 1974. szeptember 28. (23 évesen) | 64   | el-Áhlí     |
| 3    | V     | Mohammed el-Hilajvi   | 1971. szeptember 1. (26 évesen)  | 86   | el-Áttihád  |
| 4    | KP    | Abdullah Zubromawi    | 1973. november 15. (24 évesen)   | 83   | el-Áhlí     |
| 5    | V     | Ahmad Madani          | 1970. január 6. (28 évesen)      | 94   | el-Áttihád  |
| 6    | KP    | Fuad Anwar            | 1972. október 13. (25 évesen)    | 95   | es-Sabáb    |
| 7    | CS    | Ibrahim al-Sahraní    | 1974. július 21. (23 évesen)     | 19   | el-Áhlí     |
| 8    | CS    | Obejd al-Doszarí      | 1975. október 2. (22 évesen)     | 61   | el-Vahda    |
| 9    | CS    | Sami Al-Jaber         | 1972. december 11. (25 évesen)   | 85   | el-Hilál    |
| 10   | CS    | Saeed Al-Owairan      | 1967. augusztus 19. (30 évesen)  | 55   | es-Sabáb    |
| 11   | CS    | Fahad al-Mehállel     | 1970. november 11. (27 évesen)   | 85   | es-Sabáb    |
| 12   | KP    | Ibrahim al-Harbí      | 1975. július 10. (22 évesen)     | 47   | en-Naszr    |
| 13   | V     | Huszejn Szulajmani    | 1977. január 23. (21 évesen)     | 40   | el-Áhlí     |
| 14   | KP    | Khalid Al-Muwallid    | 1971. november 23. (26 évesen)   | 91   | el-Áhlí     |
| 15   | KP    | Juszuf al-Tunajan     | 1963. november 18. (34 évesen)   | 86   | el-Hilál    |
| 16   | KP    | Hamísz el-Ovejrán     | 1973. szeptember 8. (24 évesen)  | 48   | el-Hilál    |
| 17   | V     | Ahmed Dokhi           | 1976. október 25. (21 évesen)    | 12   | el-Hilál    |
| 18   | KP    | Nawaf Al-Temyat       | 1976. június 26. (21 évesen)     | 0    | el-Hilál    |
| 19   | V     | Abdulaziz al-Dzsanúbí | 1974. július 21. (23 évesen)     | 3    | en-Naszr    |
| 20   | KP    | Hamzah Száleh         | 1967. április 19. (31 évesen)    | 38   | el-Áhlí     |
| 21   | K     | Huszejn al-Szádik     | 1973. október 15. (24 évesen)    | 64   | Al-Qadisiya |
| 22   | K     | Tiszír al-Ántajf      | 1974. február 16. (24 évesen)    | 0    | el-Áttifák  |

### Dél-afrikai Köztársaság
Szövetségi kapitány:  Philippe Troussier
| Szám | Poszt | Név               | Születési dátum (Kor)            | Vál. | Klub                |
| ---- | ----- | ----------------- | -------------------------------- | ---- | ------------------- |
| 1    | K     | Hans Vonk         | 1970. január 30. (28 évesen)     | 0    | Heerenveen          |
| 2    | V     | Themba Mnguni     | 1973. december 16. (24 évesen)   | 3    | Mamelodi Sundowns   |
| 3    | V     | David Nyathi      | 1969. március 22. (29 évesen)    | 35   | St. Gallen          |
| 4    | V     | Willem Jackson    | 1972. március 26. (26 évesen)    | 12   | Orlando Pirates     |
| 5    | V     | Mark Fish         | 1974. március 14. (24 évesen)    | 37   | Bolton Wanderers    |
| 6    | CS    | Philemon Masinga  | 1969. június 28. (28 évesen)     | 41   | Bari                |
| 7    | KP    | Quinton Fortune   | 1977. május 21. (21 évesen)      | 6    | Atlético de Madrid  |
| 8    | KP    | Alfred Phiri      | 1974. június 22. (23 évesen)     | 2    | Vanspor             |
| 9    | CS    | Shaun Bartlett    | 1972. október 31. (25 évesen)    | 29   | Cape Town Spurs     |
| 10   | KP    | John Moshoeu      | 1965. december 18. (32 évesen)   | 44   | Fenerbahçe          |
| 11   | KP    | Helman Mkhalele   | 1969. október 20. (28 évesen)    | 35   | Kayserispor         |
| 12   | CS    | Brendan Augustine | 1971. október 26. (26 évesen)    | 26   | LASK Linz           |
| 13   | CS    | Delron Buckley    | 1977. december 7. (20 évesen)    | 0    | Bochum              |
| 14   | CS    | Jerry Sikhosana   | 1969. június 8. (29 évesen)      | 9    | Orlando Pirates     |
| 15   | KP    | Doctor Khumalo    | 1967. június 26. (30 évesen)     | 43   | Kaizer Chiefs       |
| 16   | K     | Brian Baloyi      | 1974. március 16. (24 évesen)    | 8    | Kaizer Chiefs       |
| 17   | CS    | Benni McCarthy    | 1977. november 12. (20 évesen)   | 10   | Ajax                |
| 18   | KP    | Lebohang Morula   | 1968. december 22. (29 évesen)   | 0    | Vanspor             |
| 19   | V     | Lucas Radebe      | 1969. április 12. (29 évesen)    | 41   | Leeds United        |
| 20   | KP    | Naughty Mokoena   | 1975. március 31. (23 évesen)    | 0    | Manning Rangers     |
| 21   | V     | Pierre Issa       | 1975. szeptember 12. (22 évesen) | 1    | Marseille           |
| 22   | K     | Paul Evans*       | 1973. december 28. (24 évesen)   | 0    | Supersport United   |
| 23   | K     | Simon Gopane*     | 1970. december 26. (27 évesen)   | 1    | Bloemfontein Celtic |

- Andre Arendse (# 22) a torna kezdete előtt megsérült. A helyére érkező, Paul Evans, röviddel Franciaországba érkezése után szintén megsérült, így Simon Gopane ült a kispadon, az utolsó két mérkőzésen.

## D. csoport

### Bulgária
Szövetségi kapitány: Hriszto Bonev
| Szám | Poszt | Név                | Születési dátum (Kor)            | Vál. | Klub              |
| ---- | ----- | ------------------ | -------------------------------- | ---- | ----------------- |
| 1    | K     | Zdravko Zdravkov   | 1970. október 4. (27 évesen)     | 16   | İstanbulspor      |
| 2    | V     | Radosztin Kisisev  | 1974. július 30. (23 évesen)     | 22   | Litex Lovech      |
| 3    | V     | Trifon Ivanov      | 1965. július 27. (32 évesen)     | 72   | CSKA Sofia        |
| 4    | V     | Ivajlo Petkov      | 1976. március 24. (22 évesen)    | 10   | Litex Lovech      |
| 5    | KP    | Ivajlo Jordanov    | 1968. április 22. (30 évesen)    | 38   | Sporting CP       |
| 6    | KP    | Zlatko Jankov      | 1966. június 7. (32 évesen)      | 67   | Beşiktaş JK       |
| 7    | CS    | Emil Kosztadinov   | 1967. augusztus 12. (30 évesen)  | 67   | CSKA Sofia        |
| 8    | CS    | Hriszto Sztoicskov | 1966. február 8. (32 évesen)     | 70   | CSKA Sofia        |
| 9    | CS    | Ljuboszlav Penev   | 1966. augusztus 31. (31 évesen)  | 58   | Compostela        |
| 10   | KP    | Kraszimir Balakov  | 1966. március 29. (32 évesen)    | 66   | Stuttgart         |
| 11   | KP    | Ilian Iliev        | 1968. július 2. (29 évesen)      | 15   | Bursaspor         |
| 12   | K     | Boriszlav Mihajlov | 1963. február 12. (35 évesen)    | 96   | Szlavija Szofija  |
| 13   | V     | Goso Gincsev       | 1969. december 2. (28 évesen)    | 15   | Antalyaspor       |
| 14   | KP    | Marijan Hrisztov   | 1973. július 29. (24 évesen)     | 9    | Kaiserslautern    |
| 15   | V     | Adalbert Zafirov   | 1969. szeptember 29. (28 évesen) | 6    | Arminia Bielefeld |
| 16   | KP    | Anatoli Nankov     | 1969. július 15. (28 évesen)     | 15   | Lokomotiv Sofia   |
| 17   | KP    | Sztojcso Sztoilov  | 1971. október 15. (26 évesen)    | 1    | Litex Lovech      |
| 18   | KP    | Daniel Borimirov   | 1970. január 15. (28 évesen)     | 36   | 1860 München      |
| 19   | CS    | Georgi Bacsev      | 1977. április 18. (21 évesen)    | 4    | Szlavija Szofija  |
| 20   | CS    | Georgij Ivanov     | 1976. július 2. (21 évesen)      | 4    | Levski Sofia      |
| 21   | V     | Roszen Kirilov     | 1973. január 4. (25 évesen)      | 3    | Litex Lovech      |
| 22   | KP    | Milen Petkov       | 1974. január 12. (24 évesen)     | 5    | CSKA Sofia        |

### Nigéria
Szövetségi kapitány:  Bora Milutinović
| Szám | Poszt | Név                | Születési dátum (Kor)            | Vál. | Klub                |
| ---- | ----- | ------------------ | -------------------------------- | ---- | ------------------- |
| 1    | K     | Peter Rufai        | 1963. augusztus 24. (34 évesen)  | 45   | Deportivo La Coruña |
| 2    | V     | Mobi Oparaku       | 1976. december 1. (21 évesen)    | 3    | Kapellen            |
| 3    | V     | Celestine Babayaro | 1978. augusztus 29. (19 évesen)  | 6    | Chelsea             |
| 4    | CS    | Nwankwo Kanu       | 1976. augusztus 1. (21 évesen)   | 7    | Internazionale      |
| 5    | V     | Uche Okechukwu     | 1967. szeptember 27. (30 évesen) | 41   | Fenerbahçe          |
| 6    | V     | Taribo West        | 1974. március 26. (24 évesen)    | 8    | Internazionale      |
| 7    | KP    | Finidi George      | 1971. április 15. (27 évesen)    | 36   | Real Betis          |
| 8    | KP    | Mutiu Adepoju      | 1970. december 22. (27 évesen)   | 35   | Real Sociedad       |
| 9    | CS    | Rashidi Yekini     | 1963. október 23. (34 évesen)    | 63   | Zürich              |
| 10   | KP    | Jay-Jay Okocha     | 1973. augusztus 14. (24 évesen)  | 26   | Fenerbahçe          |
| 11   | KP    | Garba Lawal        | 1974. május 22. (24 évesen)      | 3    | Roda JC             |
| 12   | K     | William Okpara     | 1968. május 7. (30 évesen)       | 5    | Orlando Pirates     |
| 13   | KP    | Tijjani Babangida  | 1973. szeptember 25. (24 évesen) | 4    | Ajax                |
| 14   | CS    | Daniel Amokachi    | 1972. december 30. (25 évesen)   | 43   | Beşiktaş JK         |
| 15   | KP    | Sunday Oliseh      | 1974. szeptember 14. (23 évesen) | 22   | Ajax                |
| 16   | V     | Uche Okafor        | 1967. augusztus 8. (30 évesen)   | 33   | Kansas City Wizards |
| 17   | V     | Augustine Eguavoen | 1965. augusztus 19. (32 évesen)  | 52   | Torpedo Moszkva     |
| 18   | KP    | Wilson Oruma       | 1976. december 30. (21 évesen)   | 4    | Lens                |
| 19   | V     | Benedict Iroha     | 1969. november 29. (28 évesen)   | 33   | Elche               |
| 20   | CS    | Victor Ikpeba      | 1973. június 12. (24 évesen)     | 15   | Monaco              |
| 21   | V     | Godwin Okpara      | 1972. szeptember 20. (25 évesen) | 6    | Strasbourg          |
| 22   | K     | Abiodun Baruwa     | 1974. november 16. (23 évesen)   | 3    | Sion                |

### Paraguay
Szövetségi kapitány:  Paulo César Carpegiani
| Szám | Poszt | Név                  | Születési dátum (Kor)            | Vál. | Klub               |
| ---- | ----- | -------------------- | -------------------------------- | ---- | ------------------ |
| 1    | K     | José Luis Chilavert  | 1965. július 27. (32 évesen)     | 40   | Vélez Sarsfield    |
| 2    | V     | Francisco Arce       | 1971. április 2. (27 évesen)     | 28   | Palmeiras          |
| 3    | V     | Catalino Rivarola    | 1965. április 30. (33 évesen)    | 49   | Grêmio             |
| 4    | V     | Carlos Gamarra       | 1971. február 17. (27 évesen)    | 48   | Corinthians        |
| 5    | V     | Celso Ayala          | 1970. augusztus 20. (27 évesen)  | 42   | River Plate        |
| 6    | V     | Edgar Aguilera       | 1975. július 28. (22 évesen)     | 1    | Cerro Corá         |
| 7    | KP    | Julio César Yegros   | 1971. január 31. (27 évesen)     | 6    | Cruz Azul          |
| 8    | CS    | Arístides Rojas      | 1968. augusztus 12. (29 évesen)  | 5    | Unión de Santa Fe  |
| 9    | CS    | José Cardozo         | 1971. március 19. (27 évesen)    | 12   | Toluca             |
| 10   | KP    | Roberto Acuña        | 1972. március 25. (26 évesen)    | 40   | Real Zaragoza      |
| 11   | V     | Pedro Sarabia        | 1975. július 5. (22 évesen)      | 20   | River Plate        |
| 12   | K     | Danilo Aceval        | 1975. szeptember 15. (22 évesen) | 3    | Unión de Santa Fe  |
| 13   | KP    | Carlos Paredes       | 1976. július 16. (21 évesen)     | 3    | Olimpia            |
| 14   | V     | Ricardo Rojas        | 1971. január 26. (27 évesen)     | 6    | Estudiantes        |
| 15   | CS    | Miguel Ángel Benítez | 1970. május 19. (28 évesen)      | 32   | Espanyol           |
| 16   | KP    | Julio César Enciso   | 1974. augusztus 5. (23 évesen)   | 4    | Internacional      |
| 17   | CS    | Hugo Brizuela        | 1970. február 8. (28 évesen)     | 11   | Argentinos Juniors |
| 18   | CS    | César Ramírez        | 1977. március 21. (21 évesen)    | 3    | Sporting CP        |
| 19   | KP    | Carlos Morales       | 1968. november 4. (29 évesen)    | 0    | Gimnasia de Jujuy  |
| 20   | V     | Denis Caniza         | 1974. augusztus 28. (23 évesen)  | 8    | Olimpia            |
| 21   | KP    | Jorge Luis Campos    | 1970. augusztus 11. (27 évesen)  | 10   | Beijing Guo'an     |
| 22   | K     | Rubén Ruiz Díaz      | 1969. november 11. (28 évesen)   | 12   | Monterrey          |

### Spanyolország
Szövetségi kapitány: Javier Clemente
| Szám | Poszt | Név                | Születési dátum (Kor)            | Vál. | Klub               |
| ---- | ----- | ------------------ | -------------------------------- | ---- | ------------------ |
| 1    | K     | Andoni Zubizarreta | 1961. október 23. (36 évesen)    | 123  | Valencia           |
| 2    | V     | Albert Ferrer      | 1970. június 6. (28 évesen)      | 34   | Barcelona          |
| 3    | V     | Agustín Aranzábal  | 1973. március 15. (25 évesen)    | 6    | Real Sociedad      |
| 4    | V     | Rafael Alkorta     | 1968. szeptember 16. (29 évesen) | 48   | Athletic Bilbao    |
| 5    | V     | Abelardo           | 1970. március 19. (28 évesen)    | 40   | Barcelona          |
| 6    | V     | Fernando Hierro    | 1968. március 23. (30 évesen)    | 55   | Real Madrid        |
| 7    | CS    | Fernando Morientes | 1976. április 5. (22 évesen)     | 2    | Real Madrid        |
| 8    | KP    | Julen Guerrero     | 1974. január 7. (24 évesen)      | 31   | Athletic Bilbao    |
| 9    | CS    | Juan Antonio Pizzi | 1968. június 7. (30 évesen)      | 21   | Barcelona          |
| 10   | CS    | Raúl               | 1977. június 27. (20 évesen)     | 13   | Real Madrid        |
| 11   | CS    | Alfonso            | 1972. szeptember 26. (25 évesen) | 26   | Real Betis         |
| 12   | V     | Sergi              | 1971. december 28. (26 évesen)   | 33   | Barcelona          |
| 13   | K     | Santiago Cañizares | 1969. december 18. (28 évesen)   | 10   | Real Madrid        |
| 14   | V     | Iván Campo         | 1974. február 21. (24 évesen)    | 2    | Mallorca           |
| 15   | V     | Carlos Aguilera    | 1969. május 22. (29 évesen)      | 4    | Atlético de Madrid |
| 16   | KP    | Albert Celades     | 1975. szeptember 29. (22 évesen) | 1    | Barcelona          |
| 17   | KP    | Joseba Etxeberria  | 1977. szeptember 5. (20 évesen)  | 4    | Athletic Bilbao    |
| 18   | KP    | Guillermo Amor     | 1967. december 4. (30 évesen)    | 33   | Barcelona          |
| 19   | CS    | Kiko               | 1972. április 26. (26 évesen)    | 21   | Atlético de Madrid |
| 20   | V     | Miguel Ángel Nadal | 1966. július 28. (31 évesen)     | 43   | Barcelona          |
| 21   | KP    | Luis Enrique       | 1970. május 8. (28 évesen)       | 35   | Barcelona          |
| 22   | K     | José Molina        | 1970. augusztus 8. (27 évesen)   | 1    | Atlético de Madrid |

## E. csoport

### Belgium
Szövetségi kapitány: Georges Leekens
| Szám | Poszt | Név                  | Születési dátum (Kor)            | Vál. | Klub            |
| ---- | ----- | -------------------- | -------------------------------- | ---- | --------------- |
| 1    | K     | Filip De Wilde       | 1964. július 5. (33 évesen)      |      | Anderlecht      |
| 2    | V     | Bertrand Crasson     | 1971. október 5. (26 évesen)     |      | Napoli          |
| 3    | V     | Lorenzo Staelens     | 1964. április 30. (34 évesen)    |      | Club Brugge     |
| 4    | V     | Gordan Vidović       | 1968. június 23. (29 évesen)     |      | Mouscron        |
| 5    | V     | Vital Borkelmans     | 1963. június 1. (35 évesen)      |      | Club Brugge     |
| 6    | KP    | Franky Van der Elst  | 1961. április 30. (37 évesen)    |      | Club Brugge     |
| 7    | KP    | Marc Wilmots         | 1969. február 22. (29 évesen)    |      | Schalke 04      |
| 8    | CS    | Luis Oliveira        | 1969. március 24. (29 évesen)    |      | Fiorentina      |
| 9    | CS    | Mbo Mpenza           | 1976. december 4. (21 évesen)    |      | Standard Liège  |
| 10   | CS    | Luc Nilis            | 1967. május 25. (31 évesen)      |      | PSV             |
| 11   | KP    | Nico Van Kerckhoven  | 1970. december 14. (27 évesen)   |      | Lierse          |
| 12   | K     | Philippe Vande Walle | 1961. december 22. (36 évesen)   |      | Eendracht Aalst |
| 13   | K     | Dany Verlinden       | 1963. augusztus 15. (34 évesen)  |      | Club Brugge     |
| 14   | KP    | Enzo Scifo           | 1966. február 19. (32 évesen)    |      | Anderlecht      |
| 15   | KP    | Philippe Clement     | 1974. március 22. (24 évesen)    |      | Racing Genk     |
| 16   | V     | Glen De Boeck        | 1971. augusztus 22. (26 évesen)  |      | Anderlecht      |
| 17   | V     | Mike Verstraeten     | 1967. augusztus 12. (30 évesen)  |      | Germinal Ekeren |
| 18   | CS    | Gert Verheyen        | 1970. szeptember 20. (27 évesen) |      | Club Brugge     |
| 19   | V     | Eric Van Meir        | 1968. február 28. (30 évesen)    |      | Lierse          |
| 20   | CS    | Émile Mpenza         | 1978. július 4. (19 évesen)      |      | Standard Liège  |
| 21   | KP    | Danny Boffin         | 1965. július 10. (32 évesen)     |      | Metz            |
| 22   | V     | Éric Deflandre       | 1973. augusztus 2. (24 évesen)   |      | Club Brugge     |

### Mexikó
Szövetségi kapitány: Manuel Lapuente
| Szám | Poszt | Név                 | Születési dátum (Kor)            | Vál. | Klub         |
| ---- | ----- | ------------------- | -------------------------------- | ---- | ------------ |
| 1    | K     | Jorge Campos        | 1966. október 15. (31 évesen)    | 106  | Chicago Fire |
| 2    | V     | Claudio Suárez      | 1968. december 17. (29 évesen)   | 121  | Guadalajara  |
| 3    | V     | Joel Sánchez        | 1974. augusztus 17. (23 évesen)  | 20   | Guadalajara  |
| 4    | KP    | Germán Villa        | 1973. április 2. (25 évesen)     | 36   | América      |
| 5    | V     | Duilio Davino       | 1976. március 21. (22 évesen)    | 48   | América      |
| 6    | KP    | Marcelino Bernal    | 1962. május 27. (36 évesen)      | 72   | Monterrey    |
| 7    | KP    | Ramón Ramírez       | 1969. december 5. (28 évesen)    | 92   | Guadalajara  |
| 8    | KP    | Alberto García Aspe | 1967. május 11. (31 évesen)      | 82   | América      |
| 9    | CS    | Ricardo Peláez      | 1963. március 14. (35 évesen)    | 41   | América      |
| 10   | CS    | Luis García         | 1969. június 1. (29 évesen)      | 89   | Atlante      |
| 11   | CS    | Cuauhtémoc Blanco   | 1973. január 17. (25 évesen)     | 42   | Necaxa       |
| 12   | K     | Oswaldo Sánchez     | 1973. szeptember 21. (24 évesen) | 9    | América      |
| 13   | KP    | Pável Pardo         | 1976. július 26. (21 évesen)     | 43   | Atlas        |
| 14   | KP    | Raúl Lara           | 1973. február 28. (25 évesen)    | 24   | América      |
| 15   | CS    | Luis Hernández      | 1968. december 22. (29 évesen)   | 46   | Necaxa       |
| 16   | V     | Isaac Terrazas      | 1975. április 17. (23 évesen)    | 7    | América      |
| 17   | CS    | Francisco Palencia  | 1973. április 28. (25 évesen)    | 27   | Cruz Azul    |
| 18   | V     | Salvador Carmona    | 1975. augusztus 22. (22 évesen)  | 16   | Toluca       |
| 19   | KP    | Braulio Luna        | 1974. szeptember 8. (23 évesen)  | 15   | UNAM Pumas   |
| 20   | KP    | Jaime Ordiales      | 1962. december 23. (35 évesen)   | 21   | Toluca       |
| 21   | KP    | Jesús Arellano      | 1973. május 8. (25 évesen)       | 7    | Guadalajara  |
| 22   | K     | Óscar Pérez         | 1973. február 1. (25 évesen)     | 8    | Cruz Azul    |

### Hollandia
Szövetségi kapitány: Guus Hiddink
| Szám | Poszt | Név                      | Születési dátum (Kor)           | Vál. | Klub              |
| ---- | ----- | ------------------------ | ------------------------------- | ---- | ----------------- |
| 1    | K     | Edwin van der Sar        | 1970. október 29. (27 évesen)   | 25   | Ajax              |
| 2    | V     | Michael Reiziger         | 1973. május 3. (25 évesen)      | 26   | Barcelona         |
| 3    | V     | Jaap Stam                | 1972. július 17. (25 évesen)    | 14   | PSV               |
| 4    | V     | Frank de Boer            | 1970. május 15. (28 évesen)     | 55   | Ajax              |
| 5    | V     | Arthur Numan             | 1969. december 14. (28 évesen)  | 29   | PSV               |
| 6    | KP    | Wim Jonk                 | 1966. december 12. (31 évesen)  | 42   | PSV               |
| 7    | KP    | Ronald de Boer           | 1970. május 15. (28 évesen)     | 41   | Ajax              |
| 8    | CS    | Dennis Bergkamp          | 1969. május 10. (29 évesen)     | 57   | Arsenal           |
| 9    | CS    | Patrick Kluivert         | 1976. július 1. (21 évesen)     | 19   | Milan             |
| 10   | KP    | Clarence Seedorf         | 1976. április 1. (22 évesen)    | 31   | Real Madrid       |
| 11   | KP    | Phillip Cocu             | 1970. október 29. (27 évesen)   | 20   | PSV               |
| 12   | KP    | Boudewijn Zenden         | 1976. augusztus 15. (21 évesen) | 6    | PSV               |
| 13   | V     | André Ooijer             | 1974. július 11. (23 évesen)    | 0    | PSV               |
| 14   | KP    | Marc Overmars            | 1973. március 29. (25 évesen)   | 40   | Arsenal           |
| 15   | V     | Winston Bogarde          | 1970. október 22. (27 évesen)   | 14   | Barcelona         |
| 16   | KP    | Edgar Davids             | 1973. március 13. (25 évesen)   | 12   | Juventus          |
| 17   | CS    | Pierre van Hooijdonk     | 1969. november 29. (28 évesen)  | 12   | Nottingham Forest |
| 18   | K     | Ed de Goeij              | 1966. december 20. (31 évesen)  | 31   | Chelsea           |
| 19   | KP    | Giovanni van Bronckhorst | 1975. február 5. (23 évesen)    | 8    | Feyenoord         |
| 20   | KP    | Aron Winter              | 1967. március 1. (31 évesen)    | 72   | Internazionale    |
| 21   | CS    | Jimmy Floyd Hasselbaink  | 1972. március 27. (26 évesen)   | 3    | Leeds United      |
| 22   | K     | Ruud Hesp                | 1965. október 31. (32 évesen)   | 0    | Barcelona         |

### Dél-Korea
Szövetségi kapitány:  Csha Bomgun (két mérkőzés után elbocsátották, a helyét  Kim Pjongszok foglalta el az utolsó mérkőzésre)
| Szám | Poszt | Név             | Születési dátum (Kor)            | Vál. | Klub                     |
| ---- | ----- | --------------- | -------------------------------- | ---- | ------------------------ |
| 1    | K     | Kim Bjongdzsi   | 1970. április 8. (28 évesen)     | 34   | Ulszan Hyundai Horangi   |
| 2    | KP    | Cshö Szongjong  | 1975. december 25. (22 évesen)   | 27   | Szangmu                  |
| 3    | V     | I Imszeng       | 1971. november 18. (26 évesen)   | 17   | Bucheon SK               |
| 4    | V     | Cshö Jongil     | 1966. április 25. (32 évesen)    | 54   | Puszan Daewoo Royals     |
| 5    | V     | I Minszong      | 1973. június 23. (24 évesen)     | 29   | Puszan Daewoo Royals     |
| 6    | V     | Ju Szangcshol   | 1971. október 18. (26 évesen)    | 57   | Ulszan Hyundai Horangi   |
| 7    | KP    | Kim Dogun       | 1972. március 2. (26 évesen)     | 13   | Csonnam Dragons          |
| 8    | KP    | No Dzsongjun    | 1971. március 28. (27 évesen)    | 36   | NAC Breda                |
| 9    | CS    | Kim Dohun       | 1970. július 21. (27 évesen)     | 37   | Vissel Kobe              |
| 10   | CS    | Cshö Jongszu    | 1973. szeptember 10. (24 évesen) | 33   | Szangmu                  |
| 11   | CS    | Szo Dzsongvon   | 1970. december 17. (27 évesen)   | 73   | Strasbourg               |
| 12   | V     | I Szanghon      | 1975. október 11. (22 évesen)    | 13   | Anyang LG Cheetahs       |
| 13   | V     | Kim Thejong     | 1970. november 8. (27 évesen)    | 35   | Csonnam Dragons          |
| 14   | KP    | Ko Dzsongszu    | 1978. október 30. (19 évesen)    | 22   | Szuvon Samsung Bluewings |
| 15   | KP    | I Szangjun      | 1969. április 10. (29 évesen)    | 28   | Cshonan Ilhva Cshunma    |
| 16   | V     | Csang Hjongszok | 1972. július 7. (25 évesen)      | 7    | Ulsan Hyundai Horangi    |
| 17   | KP    | Ha Szokcsu      | 1968. február 20. (30 évesen)    | 80   | Cerezo Oszaka            |
| 18   | CS    | Hvang Szonhong  | 1968. július 14. (29 évesen)     | 80   | Phohang Steelers         |
| 19   | V     | Csang Deil      | 1975. március 9. (23 évesen)     | 14   | Cshonan Ilhva Cshunma    |
| 20   | V     | Hong Mjongbo    | 1969. február 12. (29 évesen)    | 94   | Bellmare Hiracuka        |
| 21   | CS    | I Dongguk       | 1979. április 29. (19 évesen)    | 0    | Phohang Steelers         |
| 22   | K     | Szo Dongmjong   | 1974. május 4. (24 évesen)       | 21   | Szangmu                  |

## F. csoport

### Németország
Szövetségi kapitány: Berti Vogts
| Szám | Poszt | Név              | Születési dátum (Kor)           | Vál. | Klub              |
| ---- | ----- | ---------------- | ------------------------------- | ---- | ----------------- |
| 1    | K     | Andreas Köpke    | 1962. március 12. (36 évesen)   | 54   | Marseille         |
| 2    | V     | Christian Wörns  | 1972. május 10. (26 évesen)     | 17   | Bayer Leverkusen  |
| 3    | V     | Jörg Heinrich    | 1969. december 6. (28 évesen)   | 15   | Borussia Dortmund |
| 4    | V     | Jürgen Kohler    | 1965. október 6. (32 évesen)    | 101  | Borussia Dortmund |
| 5    | V     | Thomas Helmer    | 1965. április 21. (33 évesen)   | 66   | Bayern München    |
| 6    | V     | Olaf Thon        | 1966. május 1. (32 évesen)      | 48   | Schalke 04        |
| 7    | KP    | Andreas Möller   | 1967. szeptember 2. (30 évesen) | 79   | Borussia Dortmund |
| 8    | V     | Lothar Matthäus  | 1961. március 21. (37 évesen)   | 125  | Bayern München    |
| 9    | CS    | Ulf Kirsten      | 1965. december 4. (32 évesen)   | 32*  | Bayer Leverkusen  |
| 10   | KP    | Thomas Häßler    | 1966. május 30. (32 évesen)     | 93   | Karlsruhe         |
| 11   | CS    | Olaf Marschall   | 1966. március 19. (32 évesen)   | 7*   | Kaiserslautern    |
| 12   | K     | Oliver Kahn      | 1969. június 15. (28 évesen)    | 10   | Bayern München    |
| 13   | KP    | Jens Jeremies    | 1974. március 5. (24 évesen)    | 5    | 1860 München      |
| 14   | V     | Markus Babbel    | 1972. szeptember 8. (25 évesen) | 30   | Bayern München    |
| 15   | KP    | Steffen Freund   | 1970. január 19. (28 évesen)    | 21   | Borussia Dortmund |
| 16   | KP    | Dietmar Hamann   | 1973. augusztus 27. (24 évesen) | 7    | Bayern München    |
| 17   | V     | Christian Ziege  | 1972. február 1. (26 évesen)    | 37   | Milan             |
| 18   | CS    | Jürgen Klinsmann | 1964. július 30. (33 évesen)    | 103  | Tottenham Hotspur |
| 19   | V     | Stefan Reuter    | 1966. október 16. (31 évesen)   | 68   | Borussia Dortmund |
| 20   | CS    | Oliver Bierhoff  | 1968. május 1. (30 évesen)      | 26   | Udinese           |
| 21   | V     | Michael Tarnat   | 1969. október 27. (28 évesen)   | 12   | Bayern München    |
| 22   | K     | Jens Lehmann     | 1969. november 10. (28 évesen)  | 2    | Schalke 04        |

- Megjegyzés: Kirsten és Marschall a NDK labdarúgó-válogatott válogatottjában (49, illetve 4 mérkőzést).

### Irán
Szövetségi kapitány: Jalal Talebi
| Szám | Poszt | Név                   | Születési dátum (Kor)            | Vál. | Klub              |
| ---- | ----- | --------------------- | -------------------------------- | ---- | ----------------- |
| 1    | K     | Ahmad Reza Abedzadeh  | 1966. május 25. (32 évesen)      | 66   | Persepolis        |
| 2    | KP    | Mehdi Mahdavikia      | 1977. július 24. (20 évesen)     | 24   | Persepolis        |
| 3    | V     | Naeim Saadavi         | 1969. június 16. (28 évesen)     | 8    | Persepolis        |
| 4    | V     | Mohammad Khakpour     | 1969. február 20. (29 évesen)    | 37   | Bahman            |
| 5    | V     | Afshin Peyrovani      | 1970. február 20. (28 évesen)    | 37   | Persepolis        |
| 6    | KP    | Karim Bágeri          | 1974. február 20. (24 évesen)    | 44   | Arminia Bielefeld |
| 7    | KP    | Alireza Mansourian    | 1971. december 12. (26 évesen)   | 33   | Esteghlal         |
| 8    | KP    | Sirous Dinmohammadi   | 1970. július 2. (27 évesen)      | 16   | Shahrdari Tabriz  |
| 9    | KP    | Hamid Estili          | 1967. április 1. (31 évesen)     | 44   | Bahman            |
| 10   | CS    | Ali Daei              | 1969. március 21. (29 évesen)    | 50   | Arminia Bielefeld |
| 11   | CS    | Khodadad Azizi        | 1971. június 22. (26 évesen)     | 27   | Köln              |
| 12   | K     | Nima Nakisa           | 1975. május 1. (23 évesen)       | 6    | Persepolis        |
| 13   | CS    | Ali Latifi            | 1976. február 20. (22 évesen)    | 0    | Bahman            |
| 14   | V     | Nader Mohammadkhani   | 1963. augusztus 23. (34 évesen)  | 16   | Polyacryl         |
| 15   | V     | Ali Akbar Ostad-Asadi | 1965. szeptember 17. (32 évesen) | 29   | Zob Ahan          |
| 16   | V     | Reza Shahroudi        | 1972. február 21. (26 évesen)    | 34   | Persepolis        |
| 17   | V     | Javad Zarincheh       | 1966. július 23. (31 évesen)     | 55   | Esteghlal         |
| 18   | KP    | Sattar Hamedani       | 1974. június 6. (24 évesen)      | 3    | Bahman            |
| 19   | CS    | Behnam Seraj          | 1971. június 19. (26 évesen)     | 0    | Sanat Naft        |
| 20   | V     | Mehdi Pashazadeh      | 1973. december 27. (24 évesen)   | 4    | Esteghlal         |
| 21   | KP    | Mehrdad Minavand      | 1975. november 30. (22 évesen)   | 23   | Persepolis        |
| 22   | K     | Parviz Boroumand      | 1972. szeptember 11. (25 évesen) | 0    | Esteghlal         |

### Egyesült Államok
Szövetségi kapitány: Steve Sampson
| Szám | Poszt | Név                   | Születési dátum (Kor)            | Vál. | Klub                   |
| ---- | ----- | --------------------- | -------------------------------- | ---- | ---------------------- |
| 1    | K     | Brad Friedel          | 1971. május 18. (27 évesen)      | 56   | Liverpool              |
| 2    | V     | Frankie Hejduk        | 1974. augusztus 5. (23 évesen)   | 11   | Tampa Bay Mutiny       |
| 3    | V     | Eddie Pope            | 1973. december 24. (24 évesen)   | 23   | D.C. United            |
| 4    | V     | Mike Burns            | 1970. szeptember 14. (27 évesen) | 73   | New England Revolution |
| 5    | V     | Thomas Dooley         | 1961. december 5. (36 évesen)    | 77   | Columbus Crew          |
| 6    | V     | David Regis           | 1968. december 2. (29 évesen)    | 2    | Karlsruhe              |
| 7    | CS    | Roy Wegerle           | 1964. március 19. (34 évesen)    | 39   | Tampa Bay Mutiny       |
| 8    | KP    | Earnie Stewart        | 1969. március 28. (29 évesen)    | 47   | NAC Breda              |
| 9    | CS    | Joe-Max Moore         | 1971. február 23. (27 évesen)    | 68   | New England Revolution |
| 10   | KP    | Tab Ramos             | 1966. szeptember 21. (31 évesen) | 80   | MetroStars             |
| 11   | CS    | Eric Wynalda          | 1969. június 9. (29 évesen)      | 100  | San Jose Clash         |
| 12   | V     | Jeff Agoos            | 1968. május 2. (30 évesen)       | 87   | D.C. United            |
| 13   | KP    | Cobi Jones            | 1970. június 16. (27 évesen)     | 107  | Los Angeles Galaxy     |
| 14   | KP    | Predrag Radosavljević | 1963. június 24. (34 évesen)     | 24   | Kansas City Wizards    |
| 15   | KP    | Chad Deering          | 1970. szeptember 2. (27 évesen)  | 10   | Wolfsburg              |
| 16   | K     | Juergen Sommer        | 1969. február 27. (29 évesen)    | 8    | Columbus Crew          |
| 17   | V     | Marcelo Balboa        | 1967. augusztus 8. (30 évesen)   | 126  | Colorado Rapids        |
| 18   | K     | Kasey Keller          | 1969. november 29. (28 évesen)   | 33   | Leicester City         |
| 19   | KP    | Brian Maisonneuve     | 1973. június 28. (24 évesen)     | 7    | Columbus Crew          |
| 20   | CS    | Brian McBride         | 1972. június 19. (25 évesen)     | 21   | Columbus Crew          |
| 21   | KP    | Claudio Reyna         | 1973. július 20. (24 évesen)     | 59   | Wolfsburg              |
| 22   | V     | Alexi Lalas           | 1970. június 1. (28 évesen)      | 98   | MetroStars             |

### Jugoszlávia
Szövetségi kapitány: Slobodan Santrač
| Szám | Poszt | Név                  | Születési dátum (Kor)            | Vál. | Klub                 |
| ---- | ----- | -------------------- | -------------------------------- | ---- | -------------------- |
| 1    | K     | Ivica Kralj          | 1973. március 26. (25 évesen)    | 15   | Partizan             |
| 2    | V     | Zoran Mirković       | 1971. szeptember 21. (26 évesen) | 28   | Atalanta BC          |
| 3    | V     | Goran Đorović        | 1971. november 11. (26 évesen)   | 26   | Celta Vigo           |
| 4    | KP    | Slaviša Jokanović    | 1968. augusztus 16. (29 évesen)  | 33   | Tenerife             |
| 5    | V     | Miroslav Đukić       | 1966. február 19. (32 évesen)    | 23   | Valencia             |
| 6    | V     | Branko Brnović       | 1967. augusztus 8. (30 évesen)   | 22   | Espanyol             |
| 7    | KP    | Vladimir Jugović     | 1969. augusztus 30. (28 évesen)  | 24   | Lazio                |
| 8    | CS    | Dejan Savićević      | 1966. szeptember 15. (31 évesen) | 49   | Milan                |
| 9    | CS    | Predrag Mijatović    | 1969. január 19. (29 évesen)     | 28   | Real Madrid          |
| 10   | KP    | Dragan Stojković     | 1965. március 3. (33 évesen)     | 64   | Nagoja Grampus Eight |
| 11   | V     | Siniša Mihajlović    | 1969. február 20. (29 évesen)    | 30   | Sampdoria            |
| 12   | K     | Dragoje Leković      | 1967. november 21. (30 évesen)   | 13   | Sporting Gijón       |
| 13   | V     | Slobodan Komljenović | 1971. január 2. (27 évesen)      | 8    | MSV Duisburg         |
| 14   | V     | Niša Saveljić        | 1970. február 23. (28 évesen)    | 20   | Bordeaux             |
| 15   | KP    | Ljubinko Drulović    | 1968. szeptember 11. (29 évesen) | 16   | Porto                |
| 16   | KP    | Željko Petrović      | 1965. november 13. (32 évesen)   | 12   | Urava Red Diamonds   |
| 17   | CS    | Savo Milošević       | 1973. szeptember 2. (24 évesen)  | 28   | Aston Villa          |
| 18   | KP    | Dejan Govedarica     | 1972. február 14. (26 évesen)    | 20   | Lecce                |
| 19   | KP    | Miroslav Stević      | 1970. január 7. (28 évesen)      | 5    | 1860 München         |
| 20   | KP    | Dejan Stanković      | 1978. szeptember 11. (19 évesen) | 3    | Crvena Zvezda        |
| 21   | CS    | Perica Ognjenović    | 1977. február 24. (21 évesen)    | 5    | Crvena Zvezda        |
| 22   | CS    | Darko Kovačević      | 1973. november 18. (24 évesen)   | 19   | Real Sociedad        |

## G. csoport

### Kolumbia
Szövetségi kapitány: Hernán Darío Gómez
| Szám | Poszt | Név                 | Születési dátum (Kor)            | Vál. | Klub                   |
| ---- | ----- | ------------------- | -------------------------------- | ---- | ---------------------- |
| 1    | K     | Óscar Córdoba       | 1970. február 3. (28 évesen)     |      | CA Boca Juniors        |
| 2    | V     | Iván Córdoba        | 1976. augusztus 11. (21 évesen)  |      | San Lorenzo            |
| 3    | V     | Ever Palacios       | 1969. január 18. (29 évesen)     |      | Deportivo Cali         |
| 4    | V     | José Santa          | 1970. november 12. (27 évesen)   |      | Atlético Nacional      |
| 5    | V     | Jorge Bermúdez      | 1971. június 18. (26 évesen)     |      | CA Boca Juniors        |
| 6    | KP    | Mauricio Serna      | 1968. január 22. (30 évesen)     |      | CA Boca Juniors        |
| 7    | CS    | Antony de Ávila     | 1962. december 21. (35 évesen)   |      | Barcelona              |
| 8    | KP    | John Harold Lozano  | 1972. március 30. (26 évesen)    |      | Real Valladolid        |
| 9    | CS    | Adolfo Valencia     | 1968. február 6. (30 évesen)     |      | Independiente Medellín |
| 10   | KP    | Carlos Valderrama   | 1961. szeptember 2. (36 évesen)  |      | Miami Fusion           |
| 11   | CS    | Faustino Asprilla   | 1969. november 10. (28 évesen)   |      | Parma                  |
| 12   | K     | Miguel Calero       | 1971. április 14. (27 évesen)    |      | Atlético Nacional      |
| 13   | V     | Wilmer Cabrera      | 1967. szeptember 15. (30 évesen) |      | Millonarios            |
| 14   | KP    | Jorge Bolaño        | 1977. április 28. (21 évesen)    |      | Atlético Junior        |
| 15   | CS    | Víctor Aristizábal  | 1971. december 9. (26 évesen)    |      | São Paulo              |
| 16   | V     | Luis Antonio Moreno | 1970. december 25. (27 évesen)   |      | Deportes Tolima        |
| 17   | KP    | Andrés Estrada      | 1967. november 12. (30 évesen)   |      | Deportivo Cali         |
| 18   | KP    | John Wilmar Pérez   | 1970. február 2. (28 évesen)     |      | Deportivo Cali         |
| 19   | KP    | Freddy Rincón       | 1966. augusztus 14. (31 évesen)  |      | Corinthians            |
| 20   | CS    | Hamilton Ricard     | 1974. január 12. (24 évesen)     |      | Middlesbrough          |
| 21   | CS    | Léider Preciado     | 1977. február 26. (21 évesen)    |      | Santa Fe               |
| 22   | K     | Faryd Mondragón     | 1971. június 21. (26 évesen)     |      | Independiente          |

### Anglia
Szövetségi kapitány: Glenn Hoddle
| Szám | Poszt | Név              | Születési dátum (Kor)            | Vál. | Klub              |
| ---- | ----- | ---------------- | -------------------------------- | ---- | ----------------- |
| 1    | K     | David Seaman     | 1963. szeptember 19. (34 évesen) | 40   | Arsenal           |
| 2    | V     | Sol Campbell     | 1974. szeptember 18. (23 évesen) | 16   | Tottenham Hotspur |
| 3    | V     | Graeme Le Saux   | 1968. október 17. (29 évesen)    | 25   | Chelsea           |
| 4    | KP    | Paul Ince        | 1967. október 21. (30 évesen)    | 39   | Liverpool         |
| 5    | V     | Tony Adams       | 1966. október 10. (31 évesen)    | 51   | Arsenal           |
| 6    | V     | Gareth Southgate | 1970. szeptember 3. (27 évesen)  | 25   | Aston Villa       |
| 7    | KP    | David Beckham    | 1975. május 2. (23 évesen)       | 15   | Manchester United |
| 8    | KP    | David Batty      | 1968. december 2. (29 évesen)    | 31   | Newcastle United  |
| 9    | CS    | Alan Shearer     | 1970. augusztus 13. (27 évesen)  | 39   | Newcastle United  |
| 10   | CS    | Teddy Sheringham | 1966. április 2. (32 évesen)     | 33   | Manchester United |
| 11   | KP    | Steve McManaman  | 1972. február 11. (26 évesen)    | 21   | Liverpool         |
| 12   | V     | Gary Neville     | 1975. február 18. (23 évesen)    | 27   | Manchester United |
| 13   | K     | Nigel Martyn     | 1966. augusztus 11. (31 évesen)  | 7    | Leeds United      |
| 14   | KP    | Darren Anderton  | 1972. március 3. (26 évesen)     | 18   | Tottenham Hotspur |
| 15   | KP    | Paul Merson      | 1968. március 20. (30 évesen)    | 18   | Middlesbrough     |
| 16   | KP    | Paul Scholes     | 1974. november 16. (23 évesen)   | 7    | Manchester United |
| 17   | KP    | Rob Lee          | 1966. február 1. (32 évesen)     | 17   | Newcastle United  |
| 18   | V     | Martin Keown     | 1966. július 24. (31 évesen)     | 18   | Arsenal           |
| 19   | CS    | Les Ferdinand    | 1966. december 18. (31 évesen)   | 17   | Tottenham Hotspur |
| 20   | CS    | Michael Owen     | 1979. december 14. (18 évesen)   | 5    | Liverpool         |
| 21   | V     | Rio Ferdinand    | 1978. november 7. (19 évesen)    | 3    | West Ham United   |
| 22   | K     | Tim Flowers      | 1967. február 3. (31 évesen)     | 11   | Blackburn Rovers  |

### Románia
Szövetségi kapitány: Anghel Iordănescu
| Szám | Poszt | Név                 | Születési dátum (Kor)            | Vál. | Klub                  |
| ---- | ----- | ------------------- | -------------------------------- | ---- | --------------------- |
| 1    | K     | Dumitru Stângaciu   | 1964. augusztus 9. (33 évesen)   | 5    | Kocaelispor           |
| 2    | V     | Dan Petrescu        | 1967. december 22. (30 évesen)   | 68   | Chelsea               |
| 3    | V     | Cristian Dulca      | 1972. szeptember 25. (25 évesen) | 5    | Rapid București       |
| 4    | V     | Anton Doboş         | 1965. október 13. (32 évesen)    | 21   | AEK Athens            |
| 5    | KP    | Constantin Gâlcă    | 1972. március 8. (26 évesen)     | 32   | Espanyol              |
| 6    | V     | Gheorghe Popescu    | 1967. október 9. (30 évesen)     | 78   | Galatasaray           |
| 7    | CS    | Marius Lăcătuş      | 1964. április 5. (34 évesen)     | 81   | Steaua București      |
| 8    | KP    | Dorinel Munteanu    | 1968. június 25. (29 évesen)     | 63   | Köln                  |
| 9    | CS    | Viorel Moldovan     | 1972. július 8. (25 évesen)      | 24   | Coventry City         |
| 10   | KP    | Gheorghe Hagi       | 1965. február 5. (33 évesen)     | 111  | Galatasaray           |
| 11   | CS    | Adrian Ilie         | 1974. április 20. (24 évesen)    | 20   | Valencia              |
| 12   | K     | Bogdan Stelea       | 1967. december 5. (30 évesen)    | 46   | Salamanca             |
| 13   | V     | Liviu Ciobotariu    | 1971. március 26. (27 évesen)    | 4    | Național București    |
| 14   | KP    | Radu Niculescu      | 1975. március 2. (23 évesen)     | 11   | Național București    |
| 15   | KP    | Lucian Marinescu    | 1972. június 24. (25 évesen)     | 4    | Rapid București       |
| 16   | KP    | Gabriel Popescu     | 1973. december 23. (24 évesen)   | 12   | Salamanca             |
| 17   | CS    | Ilie Dumitrescu     | 1969. január 6. (29 évesen)      | 62   | Atlante               |
| 18   | KP    | Iulian Filipescu    | 1974. március 29. (24 évesen)    | 15   | Galatasaray           |
| 19   | KP    | Ovidiu Stîngă       | 1972. december 5. (25 évesen)    | 19   | PSV                   |
| 20   | V     | Tibor Selymes       | 1970. május 14. (28 évesen)      | 44   | Anderlecht            |
| 21   | CS    | Gheorghe Craioveanu | 1968. február 14. (30 évesen)    | 18   | Real Sociedad         |
| 22   | K     | Florin Prunea       | 1968. augusztus 8. (29 évesen)   | 35   | Universitatea Craiova |

### Tunézia
Szövetségi kapitány:  Henryk Kasperczak (két mérkőzés után elbocsátva, helyét Ali Selmi foglalta el az utolsó mérkőzésre)
| Szám | Poszt | Név               | Születési dátum (Kor)           | Vál. | Klub           |
| ---- | ----- | ----------------- | ------------------------------- | ---- | -------------- |
| 1    | K     | Sokrí El-Úar      | 1966. augusztus 15. (31 évesen) | 51   | Espérance      |
| 2    | CS    | Amád Ben Júnesz   | 1974. június 16. (23 évesen)    | 9    | Étoile Sahel   |
| 3    | V     | Számí Trábelszí   | 1968. február 4. (30 évesen)    | 45   | CS Sfaxien     |
| 4    | V     | Munír Búkadída    | 1967. október 24. (30 évesen)   | 30   | Étoile Sahel   |
| 5    | V     | Hátem Trabelszí   | 1977. január 25. (21 évesen)    | 2    | CS Sfaxien     |
| 6    | V     | Feríd Súsán       | 1973. április 19. (25 évesen)   | 26   | Étoile Sahel   |
| 7    | V     | Tárek Szábet      | 1971. augusztus 16. (26 évesen) | 43   | Espérance      |
| 8    | KP    | Zubír Baja        | 1971. május 15. (27 évesen)     | 44   | Freiburg       |
| 9    | CS    | Ríád Dzsalászí    | 1971. július 7. (26 évesen)     | 13   | Étoile Sahel   |
| 10   | KP    | Kajsz Godbán      | 1976. január 7. (22 évesen)     | 46   | Étoile Sahel   |
| 11   | CS    | Adel Szelímí      | 1972. november 16. (25 évesen)  | 57   | Real Jaén      |
| 12   | CS    | Murád Málkí       | 1975. május 9. (23 évesen)      | 2    | Olympique Béja |
| 13   | KP    | Ríád Búazízí      | 1973. április 8. (25 évesen)    | 24   | Étoile Sahel   |
| 14   | KP    | Szirádzsedín Síhí | 1970. április 16. (28 évesen)   | 47   | Espérance      |
| 15   | KP    | Szkander Szújah   | 1972. november 20. (25 évesen)  | 31   | CS Sfaxien     |
| 16   | K     | Radúán Szálhí     | 1967. december 18. (30 évesen)  | 5    | Étoile Sahel   |
| 17   | KP    | José Clayton      | 1974. március 21. (24 évesen)   | 4    | Étoile Sahel   |
| 18   | CS    | Mehdí Ben Szlímán | 1974. január 1. (24 évesen)     | 32   | Freiburg       |
| 19   | KP    | Fajszal Ben Áhmed | 1973. március 7. (25 évesen)    | 2    | Espérance      |
| 20   | V     | Szabrí Dzsábálla  | 1973. június 28. (24 évesen)    | 20   | Club Africain  |
| 21   | V     | Háled Badra       | 1965. január 8. (33 évesen)     | 26   | Espérance      |
| 22   | K     | Ali Bumnizsel     | 1966. április 13. (32 évesen)   | 12   | Bastia         |

## H. csoport

### Argentína
Szövetségi kapitány: Daniel Passarella
| Szám | Poszt | Név                    | Születési dátum (Kor)           | Vál. | Klub            |
| ---- | ----- | ---------------------- | ------------------------------- | ---- | --------------- |
| 1    | K     | Carlos Roa             | 1969. augusztus 15. (28 évesen) |      | Mallorca        |
| 2    | V     | Roberto Ayala          | 1973. április 14. (25 évesen)   |      | Napoli          |
| 3    | V     | José Chamot            | 1969. május 17. (29 évesen)     |      | Lazio           |
| 4    | V     | Mauricio Pineda        | 1975. július 13. (22 évesen)    |      | Udinese         |
| 5    | KP    | Matías Almeyda         | 1973. december 21. (24 évesen)  |      | Lazio           |
| 6    | V     | Roberto Néstor Sensini | 1966. október 12. (31 évesen)   |      | Parma           |
| 7    | CS    | Claudio López          | 1974. július 17. (23 évesen)    |      | Valencia        |
| 8    | KP    | Diego Simeone          | 1970. április 28. (28 évesen)   |      | Internazionale  |
| 9    | CS    | Gabriel Batistuta      | 1969. február 1. (29 évesen)    |      | Fiorentina      |
| 10   | KP    | Ariel Ortega           | 1974. március 4. (24 évesen)    |      | Valencia        |
| 11   | KP    | Juan Sebastián Verón   | 1975. március 9. (23 évesen)    |      | Sampdoria       |
| 12   | K     | Germán Burgos          | 1969. április 16. (29 évesen)   |      | River Plate     |
| 13   | V     | Pablo Paz              | 1973. január 27. (25 évesen)    |      | Tenerife        |
| 14   | V     | Nelson Vivas           | 1969. október 18. (28 évesen)   |      | Lugano          |
| 15   | KP    | Leonardo Astrada       | 1970. január 6. (28 évesen)     |      | River Plate     |
| 16   | KP    | Sergio Berti           | 1969. február 17. (29 évesen)   |      | River Plate     |
| 17   | K     | Pablo Cavallero        | 1974. április 13. (24 évesen)   |      | Vélez Sarsfield |
| 18   | CS    | Abel Balbo             | 1966. június 1. (32 évesen)     |      | Roma            |
| 19   | CS    | Hernán Crespo          | 1975. július 5. (22 évesen)     |      | Parma           |
| 20   | KP    | Marcelo Gallardo       | 1976. január 18. (22 évesen)    |      | River Plate     |
| 21   | CS    | Marcelo Delgado        | 1973. március 24. (25 évesen)   |      | Racing          |
| 22   | V     | Javier Zanetti         | 1973. augusztus 10. (24 évesen) |      | Internazionale  |

### Horvátország
Szövetségi kapitány: Miroslav Blažević
| Szám | Poszt | Név               | Születési dátum (Kor)            | Vál. | Klub                 |
| ---- | ----- | ----------------- | -------------------------------- | ---- | -------------------- |
| 1    | K     | Dražen Ladić      | 1963. január 1. (35 évesen)      | 41   | Croatia Zagreb       |
| 2    | CS    | Petar Krpan       | 1974. július 1. (23 évesen)      | 1    | Osijek               |
| 3    | KP    | Anthony Šerić     | 1979. január 15. (19 évesen)     | 3    | Hajduk Split         |
| 4    | V     | Igor Štimac       | 1967. szeptember 6. (30 évesen)  | 29   | Derby County         |
| 5    | V     | Goran Jurić       | 1963. február 5. (35 évesen)     | 11   | Croatia Zagreb       |
| 6    | V     | Slaven Bilić      | 1968. szeptember 11. (29 évesen) | 36   | Everton              |
| 7    | KP    | Aljoša Asanović   | 1965. december 14. (32 évesen)   | 39   | Napoli               |
| 8    | KP    | Robert Prosinečki | 1969. január 12. (29 évesen)     | 29   | Croatia Zagreb       |
| 9    | CS    | Davor Šuker       | 1968. január 1. (30 évesen)      | 36   | Real Madrid          |
| 10   | KP    | Zvonimir Boban    | 1968. október 8. (29 évesen)     | 35   | Milan                |
| 11   | KP    | Silvio Marić      | 1975. március 20. (23 évesen)    | 7    | Croatia Zagreb       |
| 12   | K     | Marjan Mrmić      | 1965. május 6. (33 évesen)       | 12   | Beşiktaş             |
| 13   | KP    | Mario Stanić      | 1972. április 10. (26 évesen)    | 16   | Parma                |
| 14   | KP    | Zvonimir Soldo    | 1967. november 2. (30 évesen)    | 26   | Stuttgart            |
| 15   | V     | Igor Tudor        | 1978. április 16. (20 évesen)    | 5    | Hajduk Split         |
| 16   | CS    | Ardian Kozniku    | 1967. október 27. (30 évesen)    | 7    | Bastia               |
| 17   | V     | Robert Jarni      | 1968. október 26. (29 évesen)    | 38   | Real Betis           |
| 18   | V     | Zoran Mamić       | 1971. szeptember 30. (26 évesen) | 6    | Bochum               |
| 19   | CS    | Goran Vlaović     | 1972. augusztus 7. (25 évesen)   | 28   | Valencia             |
| 20   | V     | Dario Šimić       | 1975. november 12. (22 évesen)   | 17   | Croatia Zagreb       |
| 21   | KP    | Krunoslav Jurčić  | 1969. november 26. (28 évesen)   | 9    | Croatia Zagreb       |
| 22   | K     | Vladimir Vasilj   | 1975. július 6. (22 évesen)      | 1    | Hrvatski Dragovoljac |

### Jamaica
Szövetségi kapitány:  Renê Simões
| Szám | Poszt | Név               | Születési dátum (Kor)            | Vál. | Klub            |
| ---- | ----- | ----------------- | -------------------------------- | ---- | --------------- |
| 1    | K     | Warren Barrett    | 1970. július 9. (27 évesen)      | 128  | Violet Kickers  |
| 2    | V     | Stephen Malcolm   | 1970. május 2. (28 évesen)       | 62   | Seba United     |
| 3    | KP    | Chris Dawes       | 1974. május 31. (24 évesen)      |      | Galaxy          |
| 4    | V     | Linval Dixon      | 1971. szeptember 14. (26 évesen) | 104  | Hazard          |
| 5    | V     | Ian Goodison      | 1972. november 21. (25 évesen)   | 55   | Olympic Gardens |
| 6    | KP    | Fitzroy Simpson   | 1970. február 26. (28 évesen)    | 23   | Portsmouth      |
| 7    | KP    | Peter Cargill     | 1964. március 2. (34 évesen)     | 76   | Harbour View    |
| 8    | CS    | Marcus Gayle      | 1970. szeptember 27. (27 évesen) | 5    | Wimbledon       |
| 9    | CS    | Andy Williams     | 1977. szeptember 23. (20 évesen) | 25   | Columbus Crew   |
| 10   | CS    | Walter Boyd       | 1972. január 1. (26 évesen)      | 57   | Arnett Gardens  |
| 11   | KP    | Theodore Whitmore | 1972. augusztus 5. (25 évesen)   | 76   | Seba United     |
| 12   | V     | Dean Sewell       | 1972. április 13. (26 évesen)    | 4    | Constant Spring |
| 13   | K     | Aaron Lawrence    | 1970. augusztus 11. (27 évesen)  | 17   | Reno            |
| 14   | K     | Donovan Ricketts  | 1977. június 7. (21 évesen)      | 0    | Wadadah         |
| 15   | V     | Ricardo Gardner   | 1978. szeptember 25. (19 évesen) | 34   | Harbour View    |
| 16   | KP    | Robbie Earle      | 1965. január 27. (33 évesen)     | 8    | Wimbledon       |
| 17   | CS    | Onandi Lowe       | 1973. december 2. (24 évesen)    | 30   | Harbour View    |
| 18   | CS    | Deon Burton       | 1976. október 25. (21 évesen)    | 18   | Derby County    |
| 19   | V     | Frank Sinclair    | 1971. december 3. (26 évesen)    | 5    | Chelsea         |
| 20   | KP    | Darryl Powell     | 1971. november 15. (26 évesen)   | 2    | Derby County    |
| 21   | V     | Durrant Brown     | 1964. július 8. (33 évesen)      | 125  | Wadadah         |
| 22   | CS    | Paul Hall         | 1972. július 3. (25 évesen)      | 23   | Portsmouth      |

### Japán
Szövetségi kapitány:  Okada Takesi
| Szám | Poszt | Név                | Születési dátum (Kor)            | Vál. | Klub                 |
| ---- | ----- | ------------------ | -------------------------------- | ---- | -------------------- |
| 1    | K     | Kodzsima Nobujuki  | 1966. január 17. (32 évesen)     | 5    | Bellmare Hiracuka    |
| 2    | V     | Narahasi Akira     | 1971. november 26. (26 évesen)   | 29   | Kashima Antlers      |
| 3    | V     | Szóma Naoki        | 1971. július 19. (26 évesen)     | 50   | Kashima Antlers      |
| 4    | V     | Ihara Maszami      | 1967. szeptember 18. (30 évesen) | 116  | Jokohama Marinos     |
| 5    | V     | Omura Norio        | 1969. szeptember 6. (28 évesen)  | 31   | Jokohama Marinos     |
| 6    | KP    | Jamagucsi Motohiro | 1969. január 29. (29 évesen)     | 56   | Jokohama Flügels     |
| 7    | KP    | Itó Terujosi       | 1974. augusztus 31. (23 évesen)  | 2    | Simizu S-Pulse       |
| 8    | KP    | Hidetoshi Nakata   | 1977. január 22. (21 évesen)     | 21   | Bellmare Hiracuka    |
| 9    | CS    | Nakajama Maszasi   | 1967. szeptember 23. (30 évesen) | 27   | Júbilo Ivata         |
| 10   | KP    | Nanami Hirosi      | 1972. november 28. (25 évesen)   | 44   | Júbilo Ivata         |
| 11   | KP    | Ono Sindzsi        | 1979. szeptember 27. (18 évesen) | 2    | Urava Red Diamonds   |
| 12   | CS    | Wagner Lopes       | 1969. január 29. (29 évesen)     | 10   | Bellmare Hiracuka    |
| 13   | KP    | Hattori Tosihiro   | 1973. szeptember 23. (24 évesen) | 6    | Júbilo Ivata         |
| 14   | CS    | Okano Maszajuki    | 1972. július 25. (25 évesen)     | 25   | Urava Red Diamonds   |
| 15   | KP    | Morisima Hiroaki   | 1972. április 30. (26 évesen)    | 36   | Cerezo Oszaka        |
| 16   | V     | Szaitó Tosihide    | 1973. április 20. (25 évesen)    | 14   | Simizu S-Pulse       |
| 17   | V     | Akita Jutaka       | 1970. augusztus 6. (27 évesen)   | 27   | Kashima Antlers      |
| 18   | CS    | Dzsó Sódzsi        | 1975. június 17. (22 évesen)     | 24   | Jokohama Marinos     |
| 19   | V     | Nakanisi Eiszuke   | 1973. június 23. (24 évesen)     | 7    | JEF United Ichihara  |
| 20   | K     | Kavagucsi Josikacu | 1975. augusztus 15. (22 évesen)  | 27   | Jokohama Marinos     |
| 21   | K     | Narazaki Szeigó    | 1976. április 15. (22 évesen)    | 2    | Jokohama Flügels     |
| 22   | KP    | Hirano Takasi      | 1974. július 15. (23 évesen)     | 10   | Nagoya Grampus Eight |

## Külső hivatkozások
- Planet World Cup weboldala (angolul)